# Mifune (film)
Pour les articles homonymes, voir Mifune.
Pour plus de détails, voir Fiche technique et Distribution.
Mifune (danois : Mifunes sidste sang) est un film danois réalisé par Søren Kragh-Jacobsen, sorti en 1999.

## Synopsis
Kresten a quitté depuis longtemps sa ferme natale située sur une île pour s'installer à Copenhague. Il doit pourtant y retourner après la mort de son père, afin de s'occuper de la ferme et de Rud, son frère handicapé mental. Il publie une annonce dans le journal local afin de trouver une assistante. Liva, une prostituée en fuite, se présente pour le poste.

## Fiche technique
- Titre original : Mifunes sidste sang
- Titre français complet : Mifune - Dogme III
- Réalisation : Søren Kragh-Jacobsen (non crédité, comme l'exige le manifeste Dogme95)
- Scénario : Søren Kragh-Jacobsen et Anders Thomas Jensen
- Production : Birgitte Hald et Morten Kaufmann (Zentropa)
- Musique : Thor Backhausen, Karl Bille et Christian Sievert
- Photographie : Anthony Dod Mantle
- Montage : Valdís Óskarsdóttir
- Pays d'origine :  Danemark, coproduit avec  Suède
- Langue originale : danois
- Format : Couleurs - 1,66:1 - Dolby SR - 16 mm
- Genre : Drame
- Durée : 98 minutes
- Dates de sortie :
  - Allemagne : 13 février 1999 (Festival de Berlin)
  - Danemark : 12 mars 1999
  - France : 10 novembre 1999
  - Belgique : 17 novembre 1999
- Box-office : 24 451 entrées pour la première semaine de distribution en France

## Distribution
- Iben Hjejle :  Liva Psilander
- Anders W. Berthelsen :  Kresten
- Jesper Asholt :  Rud
- Emil Tarding :  Bjarke Psilander
- Anders Hove (en) :  Gerner
- Sofie Gråbøl :  Claire
- Paprika Steen :  Pernille
- Mette Bratlann :  Nina
- Susanne Storm :  Hanne
- Ellen Hillingsø :  Lykke
- Sidse Babett Knudsen :  Bibbi

## Autour du film
Mifune est le troisième film réalisé selon les règles du Dogme95.

## Distinctions

### Récompenses
- Festival de Berlin 1999 : Prix spécial du jury de l'Ours d'argent (Søren Kragh-Jacobsen), Mention Honorable (pour la performance de la jeune actrice Iben Hjejle) et Prix du jury des lecteurs de "Berliner Morgenpost" (Søren Kragh-Jacobsen)
- Bodil 2000 : Bodil du meilleur acteur dans un second rôle pour Jesper Asholt
- Robert du meilleur acteur dans un second rôle pour Jesper Asholt et Robert du meilleur montage (Valdís Óskarsdóttir)

### Nominations
- Festival de Berlin 1999 : Ours d'or
- Prix européen du cinéma 1999 : Meilleur film (Birgitte Hald et Morten Kaufmann), meilleur acteur (Anders W. Berthelsen), meilleure actrice (Iben Hjejle)
- Camerimage 1999 : Grenouille d'Or (Anthony Dod Mantle)
- Bodil 2000 : Meilleur film (Søren Kragh-Jacobsen), meilleur acteur (Anders W. Berthelsen), meilleure actrice (Iben Hjejle)
- Robert Festival 2000 : Meilleur acteur (Anders W. Berthelsen), meilleure actrice (Iben Hjejle), meilleure photographie (Anthony Dod Mantle), meilleur scénario (Anders Thomas Jensen et Søren Kragh-Jacobsen), meilleur son (Morten Degnbol et Hans Møller)